# 아리카 (기업)
아리카(일본어: アリカ, 영어: Arika)는 일본의 비디오 게임 개발사이자 배급사이다. 1995년 11월 암테크(アームテック, ARMtech)라는 이름으로 설립되었다.

## 개발한 게임
- 스트리트 파이터 EX
- 테트리스: 더 그랜드 마스터
- 파이팅 레이어
- 뛰쳐나온다! 퍼즐 보블 3D
- 닌텐도 3DS
- 익사이트바이크
- 제비우스
- 도시의 챔피언
- 트윈비 (비디오 게임)
- 별의 커비 꿈의 샘 이야기
- 키드 이카루스
- 닥터 루이지
- 파이팅 EX 레이어
- 슈퍼 마리오브라더스 35
- 팩맨 99
- 파이팅 EX 레이어
- 초코보 GP
- 철권 7
- 철권 8